# Trinidad Arroyo

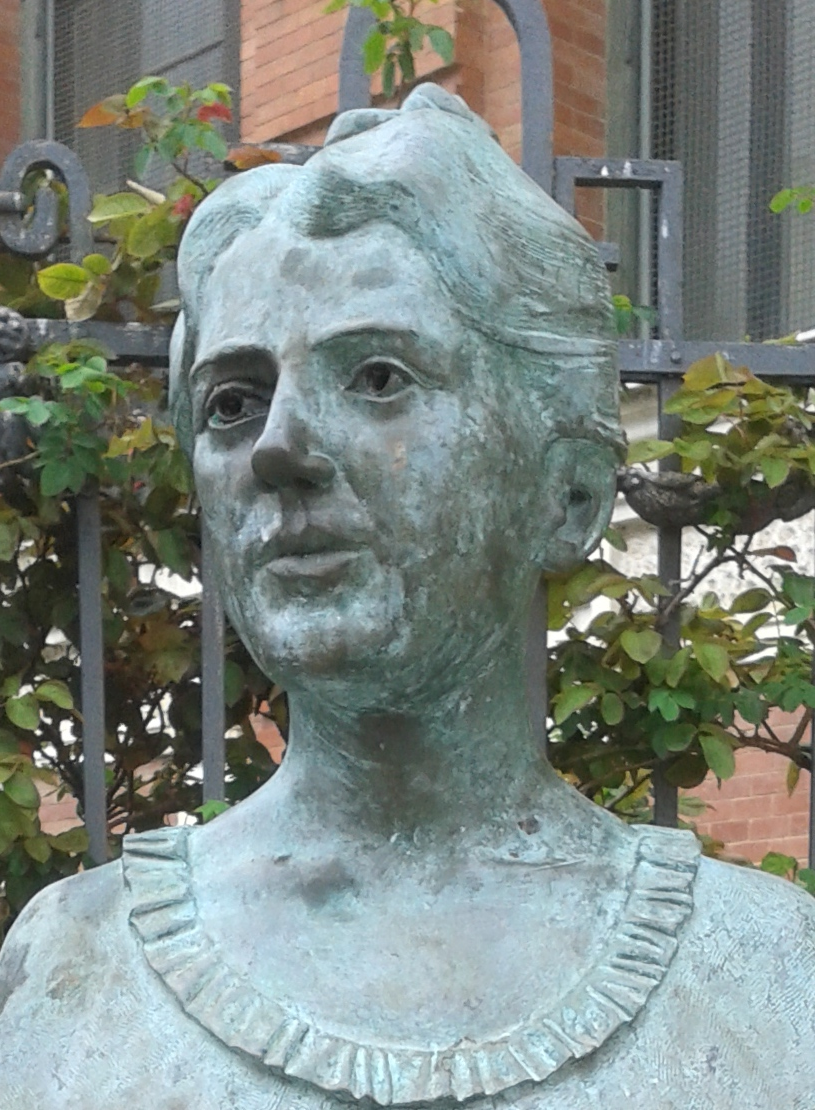
Büste von Trinidad Arroyo vor dem Instituto Jorge Manrique in Palencia

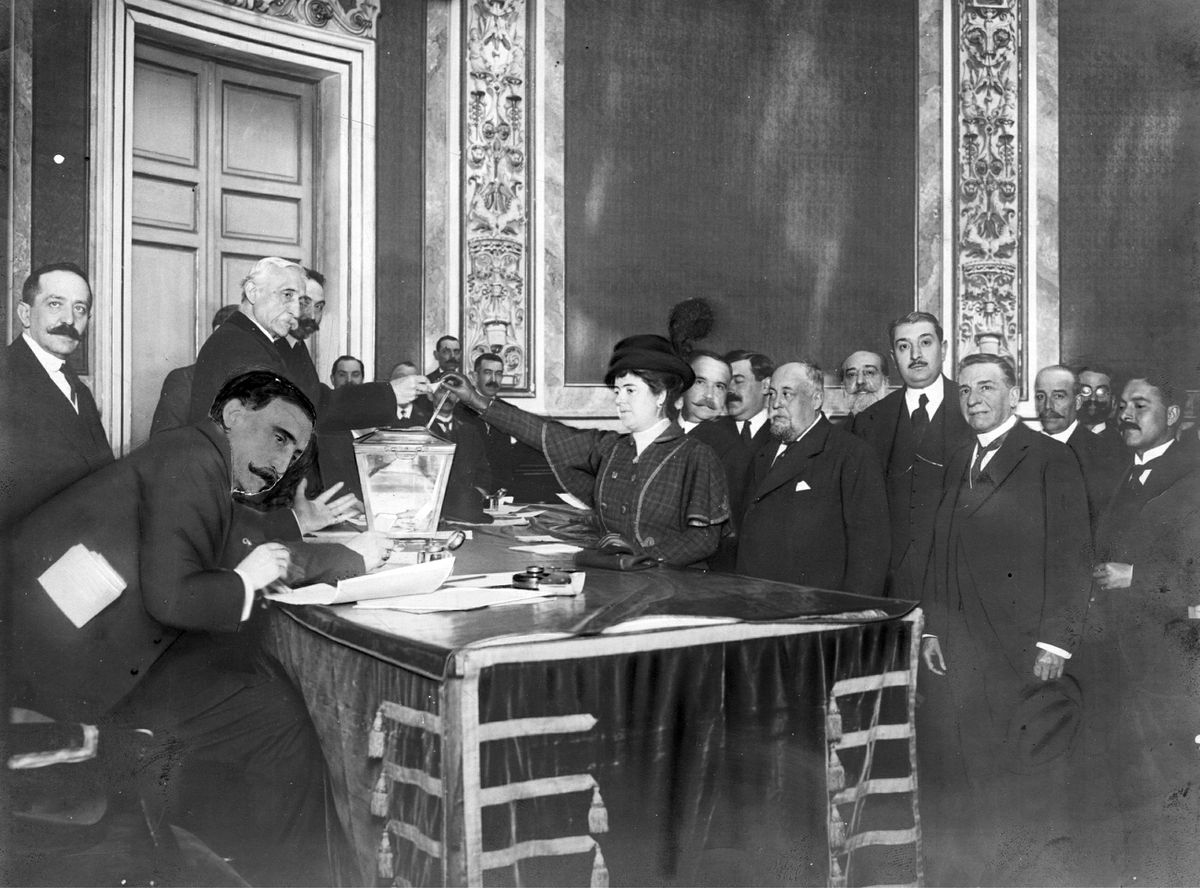
Arroyo bei der Wahl, 31. März 1916

Trinidad Arroyo Villaverde (* 26. Mai 1872 in Palencia; † 28. September 1959 in Mexiko-Stadt) war eine spanische Ophthalmologin, Hochschullehrerin und Feministin.  Sie war die erste Augenärztin in Spanien und 1896 die dritte Frau, die einen Doktortitel erhielt. Sie lehrte und forschte an der Universität Complutense Madrid und führte zusammen mit ihrem Mann Manuel Márquez eine Augenarztpraxis. Aufgrund des Spanischen Bürgerkriegs waren sie 1939 gezwungen, das Land zu verlassen, und nahmen ihre Praxis in Mexiko-Stadt wieder auf, wo sie bis zu ihrem Lebensende lebten. Sie war auch eine der ersten Frauen in Spanien, die an Wahlen teilnehmen durfte, ein Recht, das ihr durch ihre Position in der Universitätsfakultät zustand.
In Spanien war Arroyo politisch aktiv, sie war Vizepräsidentin einer antifaschistischen Frauenvereinigung und engagierte sich in verschiedenen feministischen Organisationen. Dies und ihre angeblichen Verbindungen zur Sowjetunion machten sie und ihren Mann zur Zielscheibe der Rebellen im Spanischen Bürgerkrieg.

## Leben
Trinidad Arroyo wurde in eine Mittelschicht-Familie geboren, ihr Vater besaß ein Textilreinigungsgeschäft. Von 1883 bis 1888 besuchte sie das Instituto Libre de Segunda Enseñanza, ein Gymnasium in Palencia, wo sie die erste Schülerin war.
Die Aufnahme an der Universität Valladolid war für Arroyo schwierig, da 1882 eine Regel gegen weibliche Studenten eingeführt worden war. Ihr Vater musste sich beim Direktor des öffentlichen Unterrichts beschweren, und sie musste eine Prüfung ablegen, um ihre Fähigkeiten unter Beweis zu stellen. Im Dezember 1888 erhielt sie die Erlaubnis, sich einzuschreiben, und war von 1889 bis 1895 als Studentin zugelassen. In Valladolid interessierte sich Arroyo für die Chirurgie, spezialisierte sich dann aber auf Augenheilkunde, weil sie die damit verbundene Feinfühligkeit und Präzision schätzte und diese Fachrichtung für eine Frau eher geeignet hielt. Sie interessierte sich auch für Pharmazie und Jura, lehnte aber erstere ab, weil sie keine Befehle von einem Arzt entgegennehmen wollte, und verwarf letztere aus Pragmatismus, da sie wusste, dass die Ausübung des Rechtsanwaltsberufs durch eine Frau zu ihrer Zeit nicht erfolgreich sein würde.
Nach ihrem Abschluss in Valladolid studierte Arroyo an der Universität Complutense Madrid bei Santiago de los Albitos und promovierte dort. Sie verteidigte 1896 ihre 149 Seiten umfassende Dissertation mit dem Titel Músculos intrínsecos del ojo en estado normal y patológico, acción de los medicamentos.  Sie war die dritte Frau in Spanien, die einen Doktortitel erlangte, und die erste, die in einem anderen Fach als Gynäkologie promovierte, was sie zur ersten Augenärztin in Spanien machte. Nach ihrer Promotion setzte sie ihre Studien über die Augenmuskeln fort.
1898 eröffnete Arroyo zusammen mit ihrem Bruder Benito, der mit ihr in Valladolid und Madrid Augenheilkunde studiert hatte, eine Augenarztpraxis in Palencia. Am 6. Februar 1902 heiratete sie den Augenarzt Manuel Márquez Rodríguez, der sie trotz der damaligen gesellschaftlichen Ablehnung von Frauen in der Wissenschaft ihr Leben lang ermutigte. Ihr Bruder Benito, der Arroyo und Márquez zusammengebracht hatte, starb kurz darauf im Jahr 1903. Von 1906 an zog das Paar für zwei Jahre von Madrid nach Galicien, während Márquez eine Stelle an der Universität Santiago de Compostela antrat.
Arroyo und ihr Mann eröffneten eine Augenarztpraxis in Madrid in ihrem Haus und Büro, das von Arroyos Cousin, dem Architekten Jerónimo Arroyo, umgebaut wurde. Arroyo behandelte unter anderem den Schriftsteller Benito Pérez Galdós, den sie vor der Erblindung bewahrt haben soll. Neben ihrer privaten Praxis engagierte sich Arroyo für das Consultorio de Niños Pecho, das Instituto Rubio und das Asilo de Santa Lucía. Arroyo beherrschte mehrere Sprachen, was für die Verbände, in denen sie tätig war, von großem Nutzen war, da sie sie im Ausland vertreten konnte. Neben Spanisch sprach sie auch Englisch, Französisch und Deutsch.
Arroyo und ihr Ehemann waren auch Professoren an der Madrider Universität. Sie war die erste Frau, die an der Universität Madrid lehrte, wo sie als Assistenzprofessorin tätig war. Sie führte umfangreiche Forschungsarbeiten auf dem Gebiet der Augenheilkunde durch, unter anderem über „die Verwendung von Atropin bei Hornhautgeschwüren, Codeinhydrochlorid als Augenschmerzmittel, Adrenalin in der Augenheilkunde, Netzhautablösung, Astigmatismus sowie Diagnose und Therapie der Augentuberkulose“. Trotz ihrer umfangreichen Arbeit und ihres Engagements an der Universität wurden ihr nicht die gleichen Privilegien oder der gleiche Status wie ihren männlichen Kollegen zuerkannt. Sie erhielt weder eine Professur noch durfte sie an der Universität publizieren.
Arroyo war wahrscheinlich die erste Frau, die an einer spanischen Senatswahl teilnahm, da sie als Mitglied des Universitätssenats wählen durfte. Sie gab ihre Stimme im Jahr 1916 ab, 17 Jahre bevor das Frauenwahlrecht in Spanien eingeführt wurde.
Politisch war Arroyo Vizepräsidentin Comité Nacional de Mujeres Antifascistas und setzte sich für die Stärkung der Beziehungen zwischen der Sowjetunion und Spanien ein, indem sie am 30. Januar 1937 ein soziales Austauschprogramm ins Leben rief. Arroyo wurde abwechselnd als Liberale und Kommunistin beschrieben. Sie lehnte Wohltätigkeit ab und bevorzugte stattdessen Bildung und Arbeit. Sie setzte sich besonders für die Bildung von Frauen ein, da sie selbst davon profitiert hatte.
In den ersten Tagen des Spanischen Bürgerkriegs half Arroyo bei der Behandlung der Verwundeten. Während der Zeit war Arroyo in feministischen Organisationen wie dem Lyceum Club Femenino, dem Comité Femenino de Higiene Popular und der Asociación Española de Mujeres Médicas aktiv und schrieb eine feministische Kolumne in der Zeitschrift Medicina Social Española.
Aufgrund einer Reise in die Sowjetunion 1937, ihrer Loyalität zur republikanischen Seite und ihrer Bekanntschaft mit mehreren kommunistischen Intellektuellen in Spanien gerieten sie 1939 ins Visier der pro-republikanischen Seite. Arroyo und ihr Mann flohen nach Mexiko und ließen sich in Mexiko-Stadt nieder.
Die mexikanische Regierung nahm die spanischen Exilanten über das Patenschaftsprogramm Casa de España auf, und sie wurden schnell in die Gemeinschaft der anderen spanischen Intellektuellen im Exil aufgenommen. Sie praktizierten weiterhin als Augenärzte. Arroyo wurde am 29. Oktober 1940 offiziell mexikanische Staatsbürgerin, eine der wenigen spanischen Exilanten, die dies taten. Sie kehrte nur einmal nach Spanien zurück, und zwar 1955, um Stipendien einzurichten; sie und ihr Mann hatten beschlossen, ihr Vermögen Studierenden in Spanien zu überlassen, da sie keine eigenen Kinder hatten. Sie wählte das Instituto Libre de Segunda Enseñanza als Empfänger ihrer Spende aus, da sie dort ihr Studium begonnen hatte. Arroyo starb am 28. September 1959 in Mexiko-Stadt. Ihr Ehemann starb drei Jahre später und sie wurden nebeneinander in Mexiko-Stadt beigesetzt.